# Pfaffenstein
El Pfaffenstein, abans anomenat Jungfernstein, és una muntanya tabular, a 434,6 m sobre el nivell del mar, a les Muntanyes de Gres de l'Elba, a l'estat de Saxònia a Alemanya. És a l'oest del riu Elba a prop de Königstein. També es coneix com a «Suïssa saxona en miniatura» a causa de la seva estructura diversa.

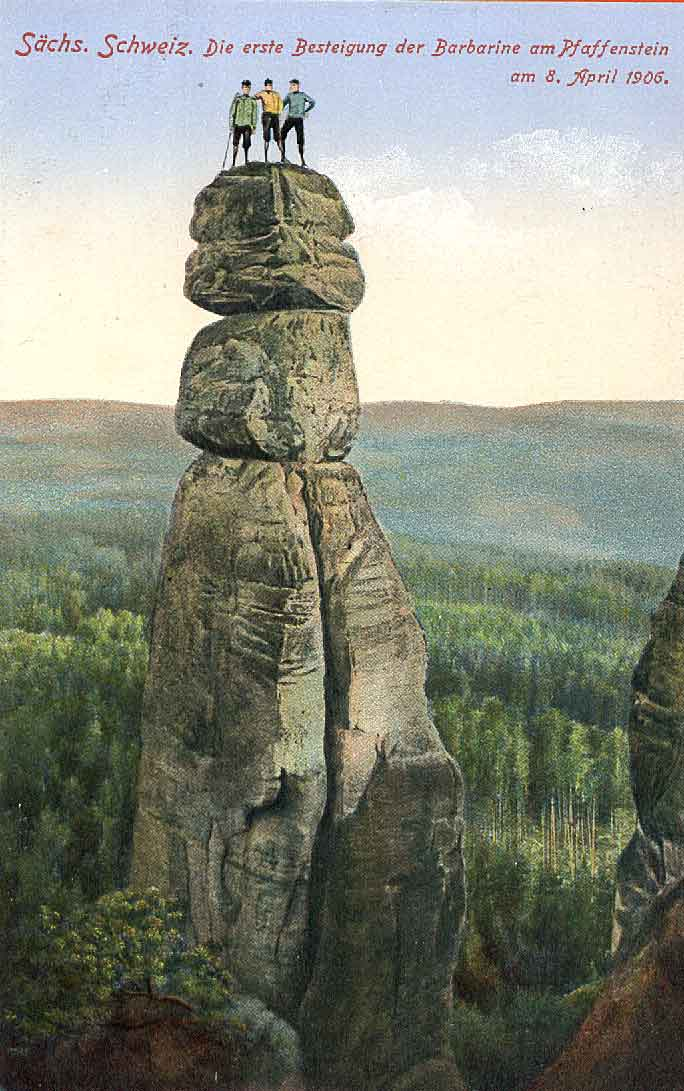
Postal de la primera ascensió al Barbarine, el 1906

La muntanya salvatge i irregular amb nombroses coves revela rastres d'assentaments de l'Edat de pedra i bronze i posteriorment es va utilitzar amb freqüència com a lloc de refugi en temps de crisi a causa de la seva poca accessibilitat. Des del segle xix s'ha desenvolupat el Pfaffenstein com a destinació turística. La muntanya compta ara amb una fonda, una torre d'observació, diversos miradors i altres llocs d'interès de la muntanya.

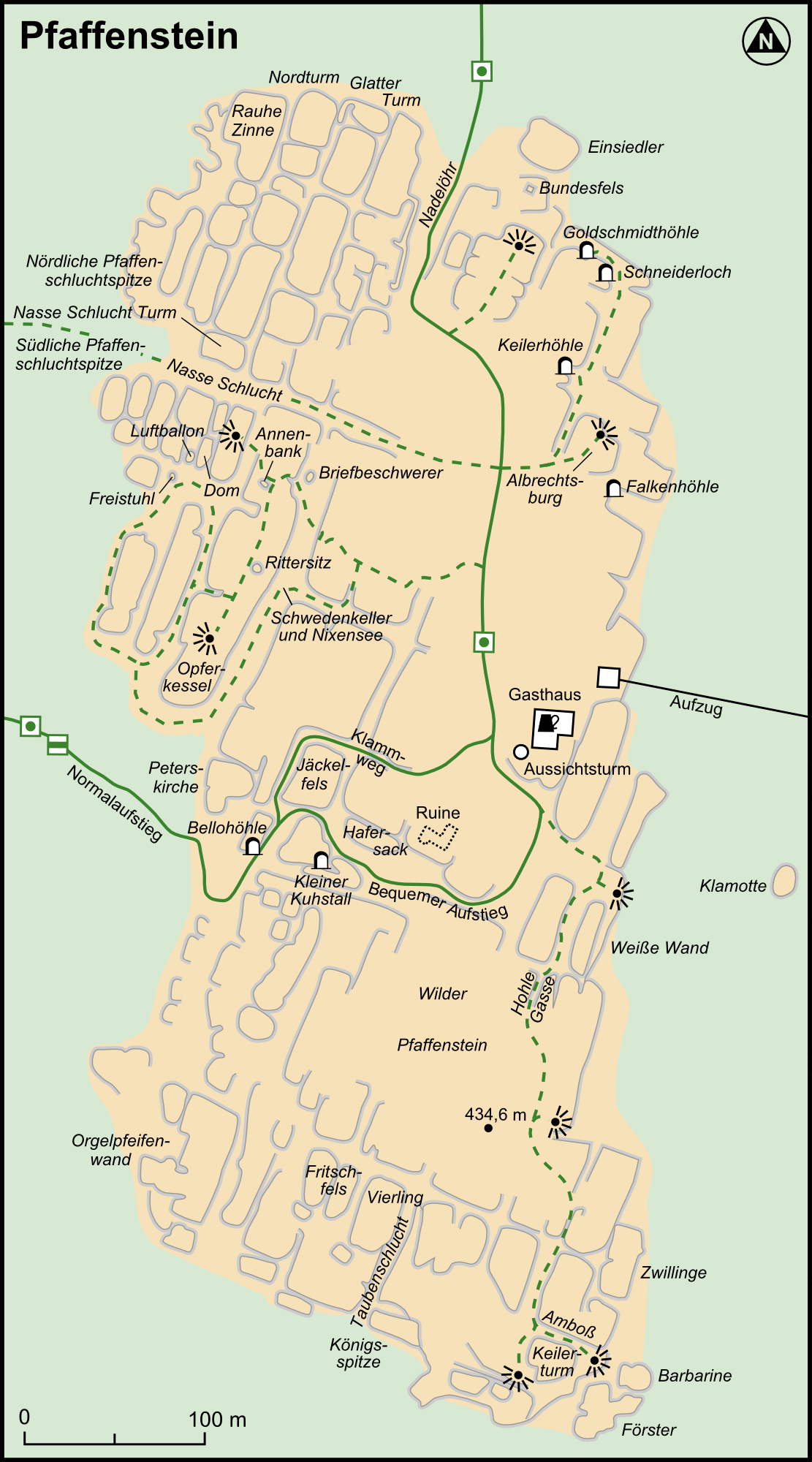
Mapa de Pfaffenstein

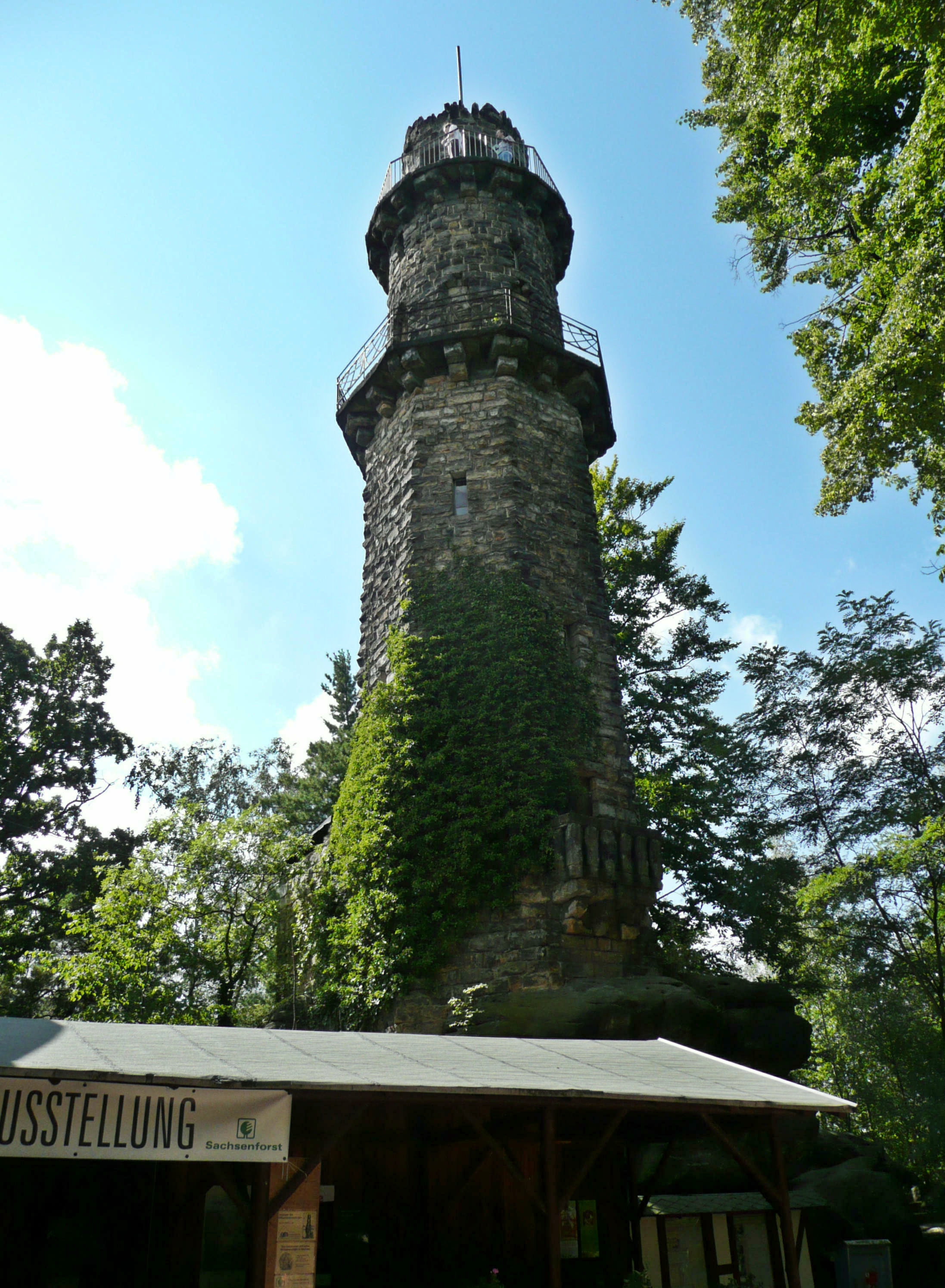
Torre d'observació

Des de principi del segle xx, el massís del Pfaffenstein s'hi practica l'escalada en roca i, amb les seves 32 roques, és una de les zones d'escalada més importants de la Suïssa Saxona. La roca i símbol més coneguda del Pfaffenstein és el Barbarine, un pinacle de roca de 43 metres d'alçada, que s'ha col·locat fora de límits per als escaladors des de 1975 a causa dels danys greus per l'erosió.

## Origen del nom i llegendes
El nom Pfaffenstein és molt probablement derivat del poble proper de Pfaffendorf. Aquest assentament del municipi de Königstein va rebre el seu nom perquè els habitants pagaven impostos a l'església de Königstein a l'Edat Mitjana, com ho demostra la primera menció del nom del poble als registres el 1437. El seu antic nom de Jungfernstein (‘Roca de la Verge’) prové d'una llegenda sobre l'origen del pinacle de la roca barbarina, segons la qual una dona enviava la seva filla a l'església els diumenges. No obstant això, quan la va atrapar recollint nabius al Pfaffenstein, la mare va maleir la seva filla, i per sortilegi es va petrificar.

## Història
El Pfaffenstein va ser esmentat per primera vegada en un document l'any 1548, i aquest any el llibre d'herència oficial de Pirna esmenta els drets dels agricultors de Pfaffendorf a utilitzar el Pfaffenstein com a pastura i per a la producció de fusta. Especialment en temps de guerra, el Pfaffenstein va servir a la gent de Pfaffendorf com a refugi i amagatall per al seu bestiar. Durant la invasió dels suecs el 1706, es va construir una casa a la muntanya per al cap forestal de Königstein. Els pagesos locals van utilitzar per última vegada la muntanya com a amagatall l'any 1813 en temps de guerra, en aquest cas en les guerres d'alliberament contra Napoleó. També es diu que coves com la cova de les vaques van servir d'amagatall. Fora de les èpoques de guerra, però, només els caçadors solien visitar el Pfaffenstein; probablement d'ells provenen les dates de 1702 i 1714, que es poden trobar al Schwedenkeller i al Bequemenstieg.
Carl Gottlob Jäckel (1803–1882) en va ser el desenvolupador modern. Es considerava un guia turístic segur a causa dels seus bons coneixements locals. Se'l coneixia com Berggeist vom Pfaffenstein (dimoni de muntanya de Pfaffenstein). Va planificar i realitzar les primeres ampliacions del camí i va redescobrir la cova de les vaques.
La fonda es va construir el 1852 en una barraca. El 1880 Paul Ulbrich hi va construir un nou restaurant, que va ser substituït l'any 1891 per un edifici de pedra a la ubicació actual de la fonda. La vídua Ulbrich va vendre la fonda el 1895 a la família Keiler, que la va dirigir durant tres generacions fins al 1990. Hermann Keiler va ampliar la fonda entre 1897 i 1904 per donar-li la forma que té avui. Com que totes les càrregues s'havien de portar laboriosament muntanya amunt fins a l'any 1912, es va decidir construir un muntacàrregues, que encara està en funcionament.
El 2 de setembre de 1894 es va inaugurar la primera torre d'observació de fusta, que oferia una vista panoràmica, sense obstacles per arbres. La vídua Ulbrich en va finançar la construcció. Com que la torre s'havia deteriorat, el nou inquilí, Hermann Keiler, la va fer enderrocar l'any 1904 i la va substituir per una nova estructura de pedra sorrenca, sota la direcció del mestre d'obres Naumann de Königstein.
La propietat privada de la família Keiler al Pfaffenstein va ser adquirida per l'Estat de Saxònia per a l'Associació de Protecció de la Suïssa Saxona el 1992 per 2,9 milions de DM. La fonda de muntanya també va passar a ser propietat de la comunitat protectora l'any 1993. La torre d'observació es va reobrir l'any 1995 després de la renovació.
El 26 de juny de 1997 es va ampliar la reserva natural que ja s'havia creat l'any 1990. Des de llavors, només es pot accedir a alguns llocs d'interès turístic per fer escalada: la catedral, el Königsgarten, el congost de Nasse i alguns altres.

## Reserva natural
La reserva natural de Pfaffenstein és l'única reserva natural a la riba esquerra de l'Elba a la Suïssa Saxona. Amb una superfície aproximada de 37 hectàrees, abasta tant l'altiplà com els vessants de la muntanya. Una excepció és l'entorn de la fonda, que cau fora de l'àrea protegida. Excepte el costat nord-oest de l'altiplà, gairebé tota la zona està boscosa.
L'extensió actual esta protegida des del 26 de juny de 1997, després d'una primera protecció, més petita del març de 1990.
La protecció ha de servir per la preservació i el desenvolupament de les comunitats i les del bosc, però també la del monument històric i geològic natural amb formes d'erosió de gres que són úniques a l'Europa central. La reserva natural forma part de la fauna-flora-hàbitat 185 «Montanyes de taula i zones rocoses de la Suïssa Saxona al costat esquerre de l'Elba», que s'encarrega de la protecció de les roques de silicat amb vegetació d'esquerdes. També forma part de l'àrea de protecció d'aus 58 de la UE «Zones rocoses i forestals a la riba esquerra de l'Elba», en la qual, entre altres coses, es centra en la cria del falcó pelegrí.